# XI Festival Internacional de la Canción de Viña del Mar
El XI Festival Internacional de la Canción de Viña del Mar, o simplemente Festival de Viña del Mar 1970, se realizó del 12 al 25 de febrero de 1970 en el anfiteatro de la Quinta Vergara, en Viña del Mar, Chile. Fue animado por César Antonio Santis y fue transmitido por UCV Televisión.

## Artistas invitados
- Joan Manuel Serrat
- Carlos Helo
- Raúl Lavié
- Los Fronterizos
- The Tremeloes
- Dino Traverso
- Chicho Gordillo
- Los Huasos Quincheros
- Paolo Salvatore
- Gila
- Piero
- Enio Sangiusto
- Lucho Gatica
- Sonia la Única
- Clan 91
- Juan Miranda
- Once Punto Diez
- Los del Pedregal

## Curiosidades
- Este año es el debut en la orquesta del maestro Horacio Saavedra, quien dirige la orquesta junto con Vicente Bianchi.
- En la competencia internacional se descalifica el tema japonés, interpretada por Katsuko Kanai, ya que había sido grabada en Estados Unidos previamente.

## Competencias
Internacional: 
- 1.er lugar:  Chile, Canción a Magdalena, escrita e interpretada por Julio Zegers.
- 2.º lugar:  Francia, Il faut me croire, de M. Jourdan y J-C. Caravelli, interpretada por Kouki Marakis.
- 3.er lugar:  Chile, El regreso, escrita e interpretada por María Angélica Ramírez.

Folclórica: 
- 1.er lugar: El hombre, de Rolando Alarcón, quien interpreta junto con Los Emigrantes.